# Africophilus sanfilippoi
Africophilus sanfilippoi är en skalbaggsart som beskrevs av Mario E. Franciscolo 1994. Africophilus sanfilippoi ingår i släktet Africophilus och familjen dykare. Inga underarter finns listade i Catalogue of Life.